# Holochilus sciureus
Holochilus sciureus is een zoogdier uit de familie van de Cricetidae. De wetenschappelijke naam van de soort werd voor het eerst geldig gepubliceerd door Wagner in 1842.

## Voorkomen
De soort komt voor in Brazilië, Colombia, Ecuador, Frans-Guyana, Guyana, Peru en Suriname.